# TaskCracker for Outlook
TaskCracker for Outlook - это add-in для Microsoft Outlook для управления временем и задачами. Он позволяет визуально управлять задачами в рамках интерфейса Microsoft Outlook. TaskCracker for Outlook основан на принципе Матрицы Эйзенхауэра, в рамках которой задачи распределяются по срочности и важности. Также он основан на методологии Getting Things Done.

## Функции
TaskCracker for Outlook работает в рамках интерфейса Microsoft Outlook с его задачами и почтовыми сообщениями 
- Визуальная матрица задач с осями "Срочность" и "Важность". Эта матрица основана на принципе Матрицы Эйзенхауэра, а также на подходе Стивена Кови "First Things First" [3]
- Фильтрация задач на основе различных критериев, такие как категория
- Интерфейс Drag and drop для изменения срочности и важности задачи
- Печать матрицы
- Цветные категории для того, чтобы отмечать задачи, относящиеся к разным проектам